# 카탈루냐어
카탈루냐어(català) 또는 카탈로니아어는 이베리아반도의 스페인 카탈루냐 지방, 발렌시아 지방, 발레아레스 제도에서 쓰이는 로망스어군에 속하는 언어이다. 전 세계에서 900만 명 정도가 사용하며, 그 대부분은 스페인의 카탈루냐 지방, 발렌시아 지방, 발레아레스 제도, 안도라, 프란하데아라곤, 이탈리아 사르데냐의 알게로, 프랑스의 카탈루냐델노르트, 그리고 무르시아의 일부인 카르체에서 사용된다.

## 화자의 수

### 카탈루냐어가 공용어인 지역
| 지역            | 전체       | 화자      |
| 카탈루냐 지방   | 6,502,880  | 5,698,400 |
| 발렌시아 지방   | 3,448,368  | 2,407,951 |
| 발레아레스 제도 | 852,780    | 706,065   |
| 안도라          | 62,013     | 57,395    |
| 알게로          | 34,525     | 26,000    |
| 전체            | 10,900,566 | 8,895,811 |

### 카탈루냐어가 공용어가 아닌 지역
| 지역                   | 전체    | 화자    |
| 카탈루냐델노르트       | 256,583 | 145,777 |
| 프란하데아라곤         | 50,406  | 49,398  |
| 카르체 (무르시아 지방) | --      | --      |
| 그 외                  | 350,000 | 350,000 |
| 전체                   | 656,989 | 545,175 |

### 전체
| 지역         | 전체       | 화자      |
| 카탈루냐어권 | 11,207,555 | 9,090,986 |
| 그 외 세계   | 350,000    | 350,000   |
| TOTAL        | 11,557,555 | 9,440,986 |

## 상용어
- 카탈루냐어: Català /kətəˈlɑ/
- 안녕하세요?: hola /ˈɔlə/
- 안녕히 가세요: adéu /əˈðɛw/ (단수.); adéu siau /əˈðɛw siˈaw/ (복수.)
- 제발요: si us plau /sisˈplaw/
- 고맙습니다: gràcies /ˈɡrɑsiəs/; mercès /mərˈsɛs/
- 죄송합니다: perdó /pərˈðo/, ho sento /u ˈsentu/
- 그것: aquest /əˈkɛt/ (masc.); aquesta /əˈkɛstə/ (fem.)
- 얼마예요?: quant val? /ˈkwɑmˈbɑl/; quant és? /ˈkwɑnˈtes/
- 네: sí /ˈsi/
- 아니요: no /ˈno/
- 잘 모르겠어요: No ho entenc /ˈno wənˈteŋ/
- 화장실은 어디에 있습니까?: on és el bany? /ˈonˈezəlˈβaɲ/; on és el lavabo? /ˈonˈezəlˈləˈβɑβu/
- 건배!: salut! /səˈlut/;
- 영어 할 줄 알아요?: Que parla l'anglès? /kə ˈparlə lənˈɡlɛs/
- 카탈루냐어 할 줄 알아요?: Que parla el català? /kə ˈparləl kətəˈlɑ/
- 당신의 이름은 무엇입니까? Com et dius?

## 같이 보기
- 프랑스의 언어
- 스페인의 언어
- 폼페우 파브라